# Жамбильський сільський округ (Жамбильський район, Алматинська область)
Жамби́льський сільський округ (каз. Жамбыл ауылдық округі, рос. Жамбылский сельский округ) — адміністративна одиниця у складі Жамбильського району Алматинської області Казахстану. Адміністративний центр — село Жамбил.
Населення — 4943 особи (2021; 4393 у 2009, 4160 у 1999, 3944 у 1989).
Станом на 1989 рік існувала Джамбульська сільська рада (села Бірлік, Джамбул, Кизиласкер, Кокозек).

## Склад
До складу округу входять такі населені пункти:
| Населений пункт      | Стара назва | Населення, осіб (1989) | Населення, осіб (1999) | Населення, осіб (2009) | Населення, осіб (2021) |
| -------------------- | ----------- | ---------------------- | ---------------------- | ---------------------- | ---------------------- |
| Бірлік, село         | -           | 325                    | 241                    | 574                    | 252                    |
| Жамбил, село         | -           | 2802                   | 2986                   | 2658                   | 3636                   |
| Кизиласкер, село     | -           | 311                    | 364                    | 576                    | 445                    |
| Сауирик-батира, село | Кокозек     | 506                    | 569                    | 585                    | 610                    |